# TREE CLIMBERS
《TREE CLIMBERS》為木村KAELA的個人第7張單曲，於2006年9月6日由哥倫比亞音樂發行。

## 曲目
1. TREE CLIMBERS
作詞：渡邊忍 木村KAELA 作曲：渡邊忍
日本MODE學園電視廣告曲（本人也在廣告中獻聲）。
2. 鱷魚和小鳥
作詞：木村KAELA 作曲：岩田Accyu(NIRGILIS)
3. TREE CLIMBERS（insturumental）
4. 鱷魚和小鳥 (instureumental)

## 解説
- 「TREE CLIMBERS」在第二張專輯「Circle」發行期間所舉行的巡迴演唱會上曝光後，同年春天又於MODO學園廣告中多次亮相，引來許多粉絲迴響，並熱烈期待此首歌的發行。
- 在「TREE CLIMBERS」PV中（導演：島田大介）客串演出的是日本樂團BEAT CRUSADERS。他們也為之後的單曲「Snowdome（雪花球）」提供作曲及製作。
- C/W曲「鱷魚和小鳥」為NIRGILIS的岩田アッチュ所作曲。
- 台灣於2007年2月6日由風雲唱片代理發行台壓。